# Dassault Falcon 7X

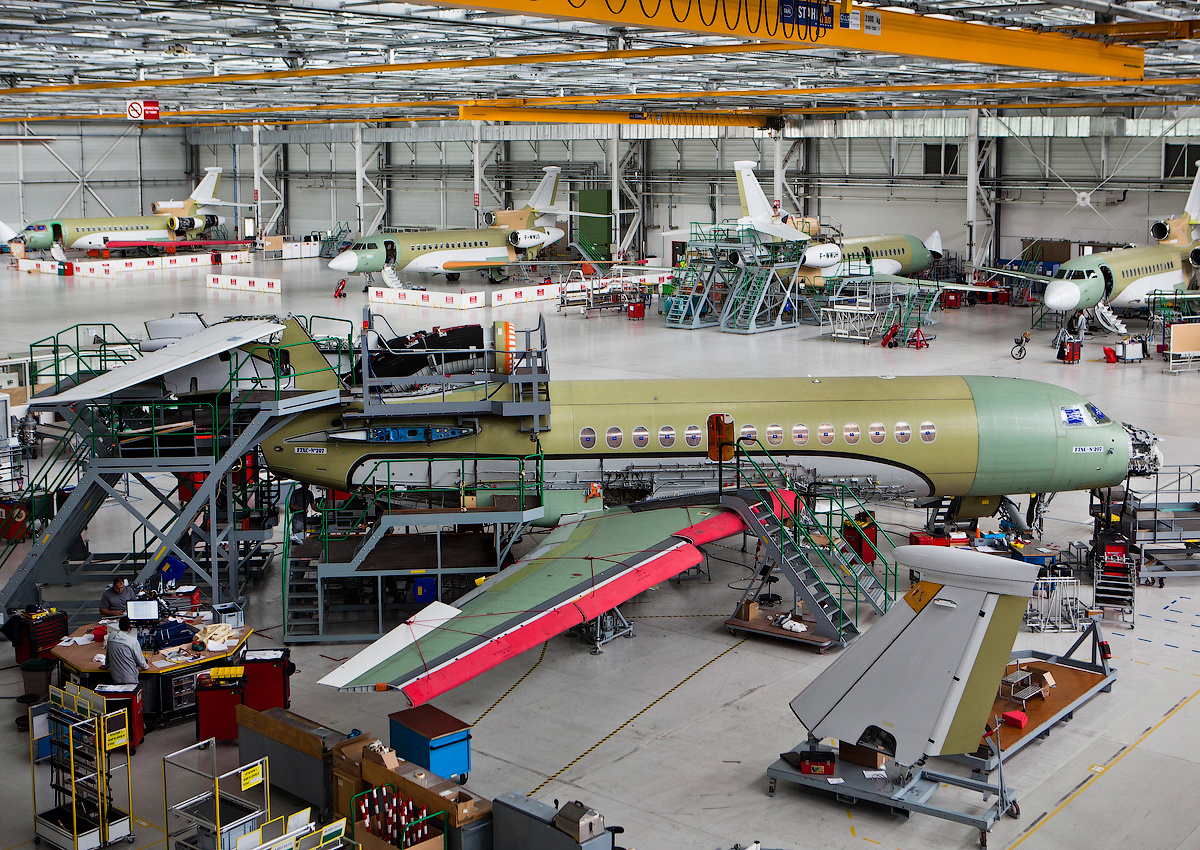
Linha de montagem do Dassault Falcon 7X no Aeroporto de Bordeaux

O Dassault Falcon 7X é um jato executivo de cabine larga, com alcance de 5.950 nm (11.019 km) fabricado pela Dassault Aviation, sendo o maior da linha Dassault Falcon. Lançado no Paris Air Show de 2001, seu primeiro voo foi realizado em 5 de Maio de 2005, entrando em serviço no dia 15 de junho de 2007. Contendo um motor central com duto em "S", é um dos três tri jatos em produção junto com o Falcon 900.

## Projeto
A Dassault lançou o FNX no Paris Air Show de 2001, com o alvo de oferecer uma aeronave com alcance de 10.500 km (5.700 nm) voando a Mach 0.88, superando os números do Falcon 900EX: 8.300 km a Mach 0.84. Sua nova asa de alta velocidade é 1.86m (6.10ft) maior e com um enflechamento 5° maior em relação a asa do Falcon 900. Sua fuselagem, 20% maior, manteve a mesma cabine mas com um novo pára-brisa curvado. O trijato possui um empuxo combinado de 18.000lb (80kN) sendo providos pelo Honeywell FX5, um novo projeto, ou pelo Pratt & Whitney Canada PW306. Baseado nos aviônicos Honeywell Primus Epic, sua cabine de pilotagem EASy foi desenvolvida para o Falcon 2000EX e 900EX, e os controles são fly-by-wire. Com intenções de voar em 2004, as primeiras entregas estavam planejadas para a metade do ano de 2006.
Com 41 pedidos, foi nomeado 7X em novembro, com o primeiro voo atrasando do final de 2004 para o início de 2005 e a certificação planejada para o meio do ano de 2006. Com uma estrutura simplificada para reduzir custo e peso, as asas otimizadas aumentam em mais de 10% a relação sustentação-arrasto na seção supercrítica da asa em comparação ao Falcon 50, compartilhada pelos Falcon anteriores. A cabine é 2.4m (8ft) maior e do que o 900 e tem uma altitude de cabine menor, reduzida para 6,000ft (1,800m). O motor com 6.100lb (21.7kN) de empuxo, modelo PW307A foi finalmente selecionado, junto com outros parceiros: Honeywell para a arquitetura de aviônicos, Auxiliary Power Unit, e sistema de gerenciamento do ar; Parker Hannifin para o sistema de geração de energia e freios; e a TRW Aeronautical Systems para os sistemas de Flap hidromecânico e freio aerodinâmico.

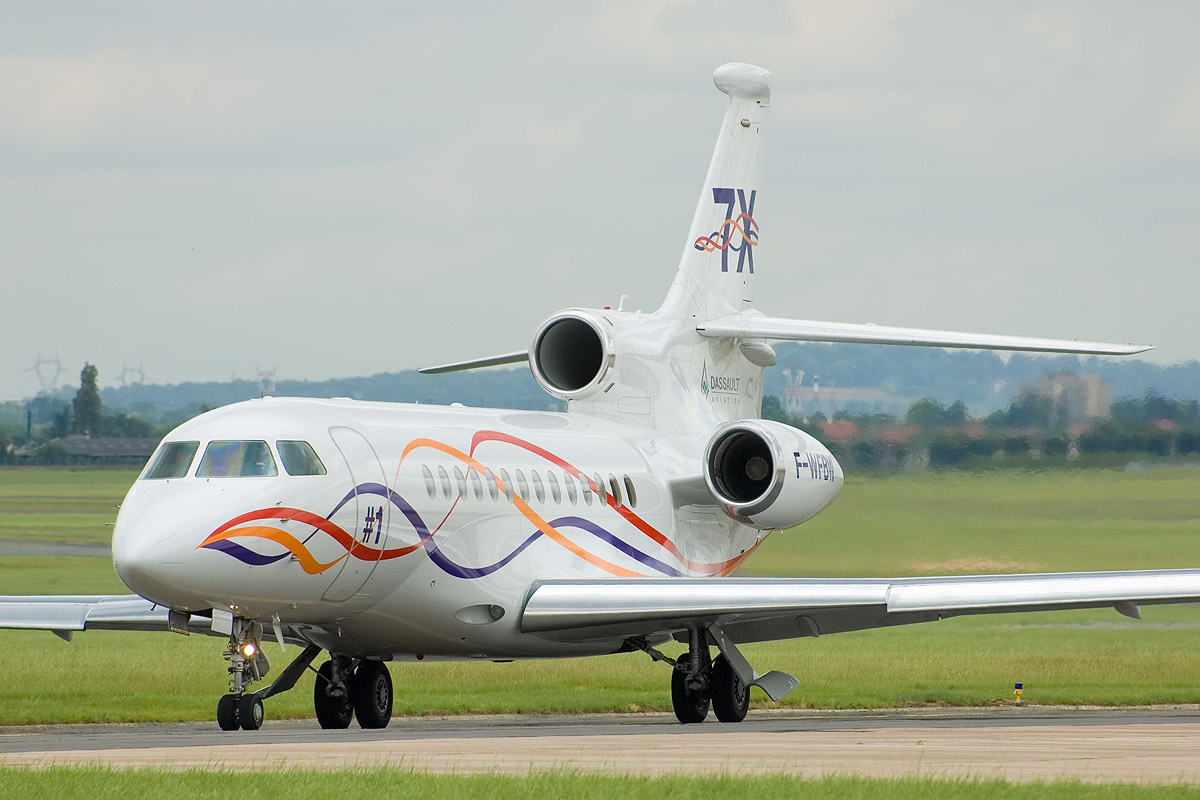
Falcon 7X taxiando

Com mais de 50 pedidos firmes, completou seu primeiro voo em 5 de Maio, com duração de 1h 36min no Aeroporto de Bordeaux, iniciando um programa de testes de voos de 1.200h por um período de 15 meses: subiu para 10.000ft (3.000m) para testes dos sistemas hidráulico, combustível, dados de voos e extensão/retração do trem de pouso, subindo após para 25.000ft para testes de aceleração/desaceleração e operações básicas com o Piloto Automático e Autothrottle. O segundo Falcon 7X deveria ser finalizado em Junho, e o terceiro com a cabine completa em setembro, para testes de longo alcance, autonomia e nível de ruído interno: a Dassault buscou um nível de ruído de 52dB na cabine, 4dB menor que os outros Falcon. A certificação então atrasou para o fim de 2006 e as primeiras entregas foram realizadas no início de 2007.